# Tsurara-onna

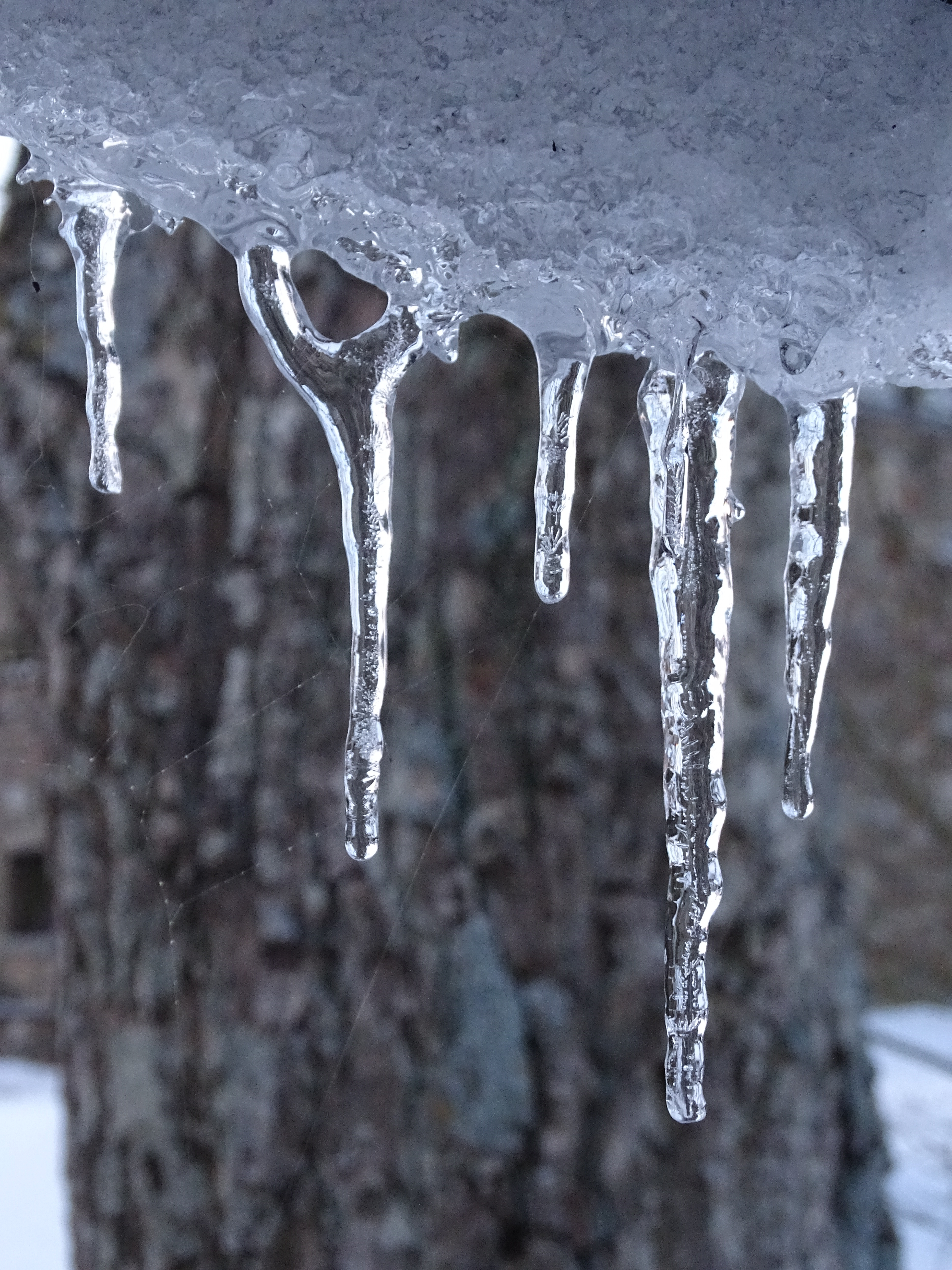
Eiszapfen im Winter

Tsurara-onna (つらら女; wörtl. „Eiszapfenfrau“) ist der Name eines fiktiven Wesens des japanischen Volksglaubens. Es handelt sich um einen weiblichen Yōkai, der einen launischen Charakter aufweisen soll. Sie wird oft mit der ihr ähnlichen Yuki-onna verwechselt.

## Beschreibung
Die Tsurara-onna ist der Sage nach ein eigentlich gestaltloser Geist (Kami), der im Winter erscheinen soll und in Eiszapfen hineinfährt. Wenn ein unglücklicher, weil einsamer Mann auf besonders große und reine Eiszapfen schaut und sich sehnlichst eine Frau wünscht, dann erscheint die Tsurara-onna. Sie sieht dann genau so aus, wie der Mann es sich gewünscht hatte. Doch die Erfüllung dieses Wunsches hat ihren Preis: Der Mann muss bestimmte Regeln befolgen und darf seine Frau niemals nach ihrem wahren Namen fragen. Außerdem bleibt sie nur den Winter über bei ihm, im Frühjahr verschwindet sie. Sie kann aber im nächsten Winter wieder erscheinen.

## Legenden
Es werden verschiedene Legenden und Anekdoten überliefert. Die erste stammt aus der Präfektur Aomori und erzählt von einem Mann, der eine Tsurara-onna geheiratet hatte. Zunächst schien sein Glück vollkommen, doch dann fiel ihm auf, dass die Frau sich vehement weigerte, ein Bad zu nehmen, egal, ob allein oder mit ihm gemeinsam. Irgendwann verlor er die Geduld und zwang sie zu einem Bad. Da zerschmolz sie vor seinen Augen und es blieben nur noch ein paar Eiswürfel zurück. Eine ähnliche Legende stammt aus der Präfektur Akita. Darin wird von einer Tsurara-onna erzählt, die während eines fürchterlichen Schneesturms ein Gasthaus aufsucht. Das Ehepaar, dem das Gasthaus gehört, will die Tsurara-onna zu einem gemeinsamen Bad einladen. Aus Dankbarkeit betritt die Tsurara-onna das Bad, doch als das Ehepaar ihr kurze Zeit später folgt, findet es nur noch einen kleinen Eiszapfen vor, der einsam von der Decke hängt. Eine dritte Legende schließlich nimmt ein böses Ende: Ein Mann heiratete eine Tsurara-onna, die aber im Frühjahr verschwand. Der Mann war freilich sehr betrübt, hatte er sie doch sehr lieb gehabt. Im darauffolgenden Sommer lernte er eine neue (diesmal menschliche) Frau kennen und heiratete. Als im Winter darauf die Tsurara-onna zurückkehrte und von der Heirat des Mannes erfuhr, wurde sie rasend vor Eifersucht. Sie verwandelte sich zurück in einen nadelspitzen Eiszapfen, lauerte dem Mann auf, bis er das Haus verließ, und spießte ihn auf.